# Park dworski w Targowej Górce
Park dworski w Targowej Górce – zabytkowy park znajdujący się w Targowej Górce, w otoczeniu dworu. Założony w XVIII wieku, w 1958 wpisany do rejestru zabytków. W 2008 został zakupiony przez Izabelle Łukomską-Pyżalską.
Na jego terenie znajduje się odbudowany dwór, którego pierwotnym właścicielem był Antoni Amilkar Kosiński.

## Położenie
Od wschodu park przylega do ul. Kosińskiego. Z trzech pozostałych stron graniczy z polami uprawnymi. Położony jest na niewielkim wzniesieniu, o powierzchni zróżnicowanej. W sąsiedztwie znajduje się murowany rzymskokatolicki Kościół św. Michała Archanioła.

## Obiekty w parku
W parku znajdują się:
- barokowa figura św. Jana Nepomucena – kamienna rzeźba na wolutowym cokole o zatartych zdobieniach,
- pomnik 730-lecia Targowej Górki z 1988,
- kamienne płyty nagrobne Antoniego i Adeli Kosińskich z 1856.

## Galeria

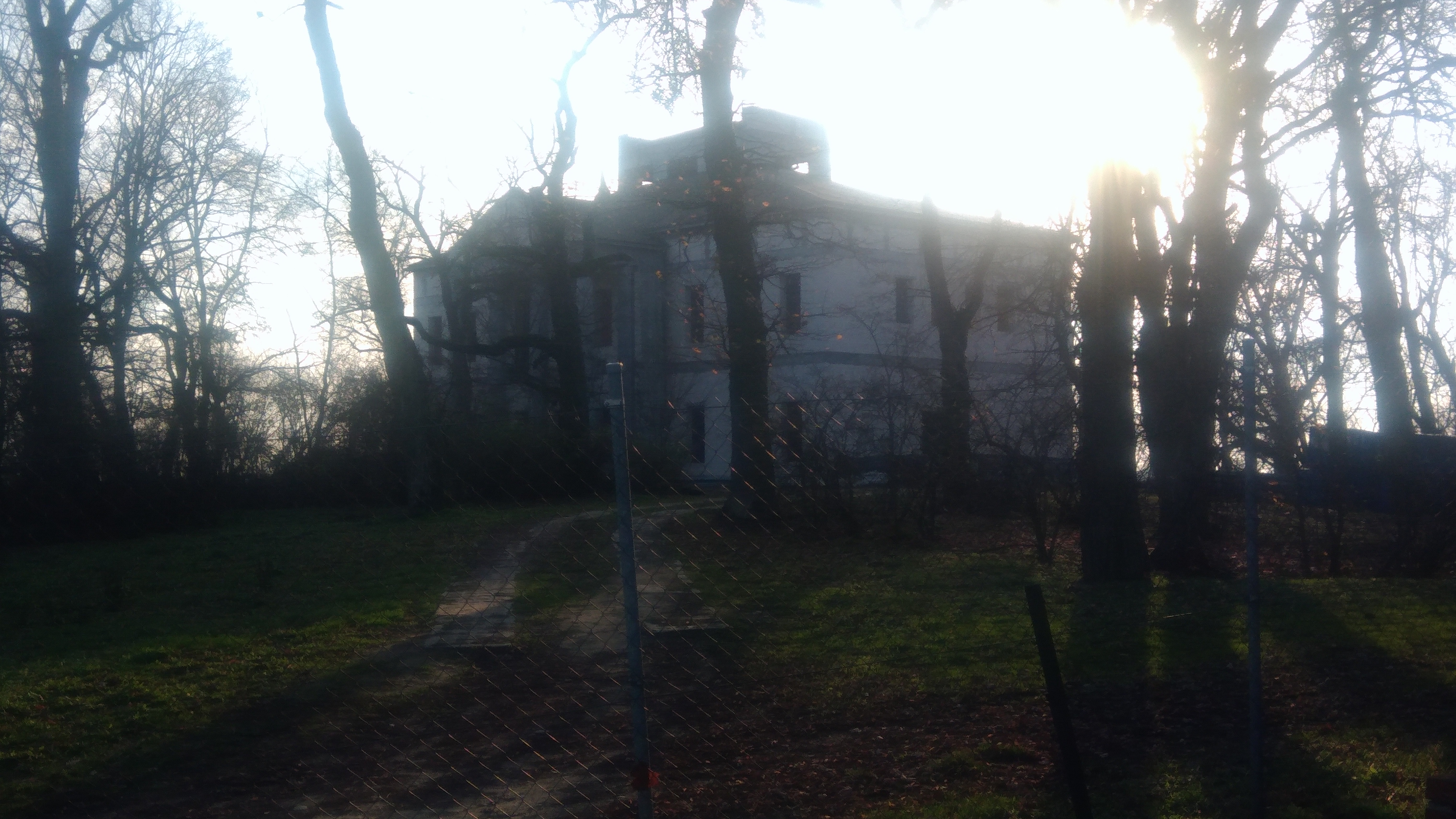
Dwór na terenie parku
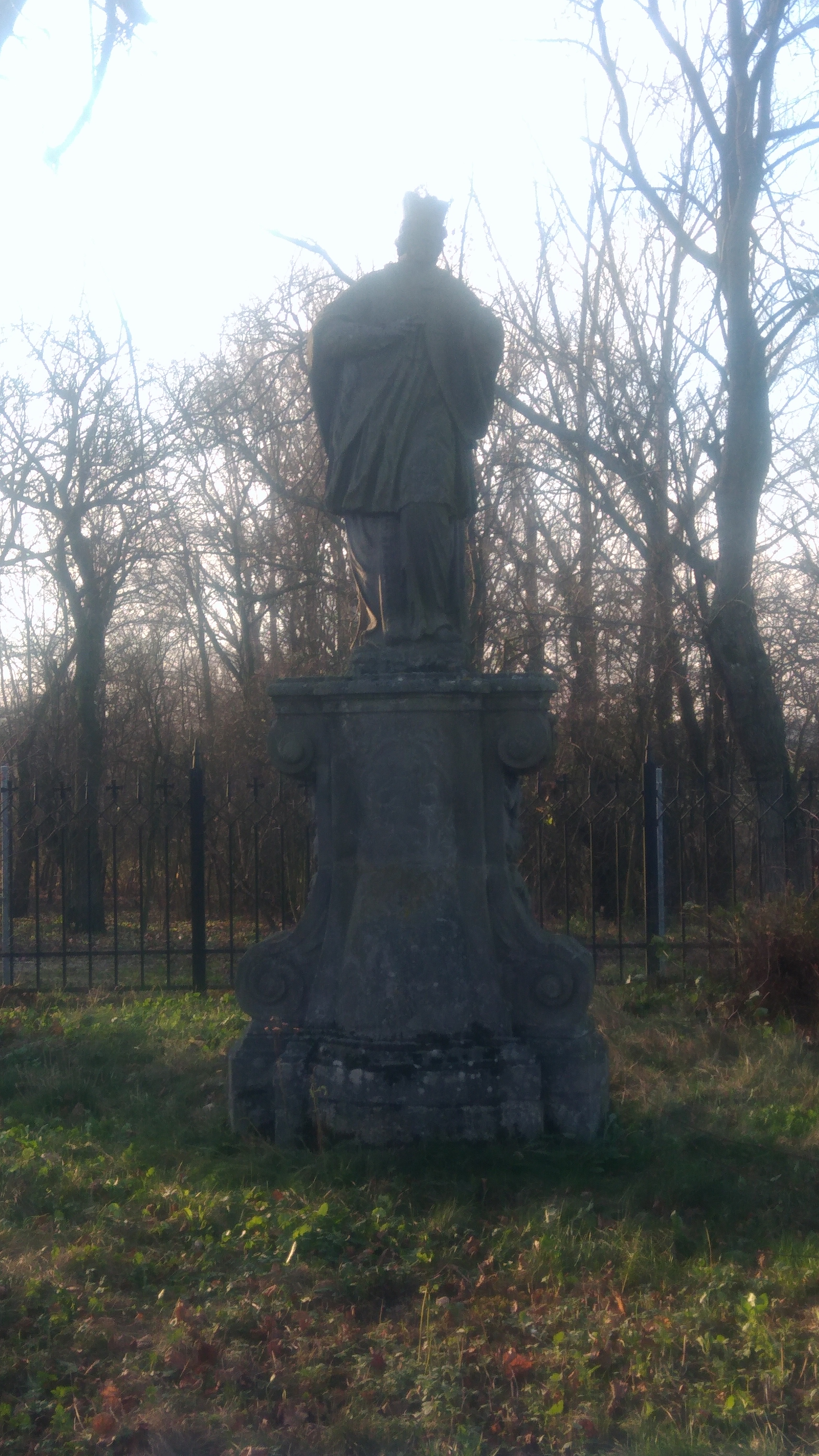
Barokowa figura św. Jana Nepomucena
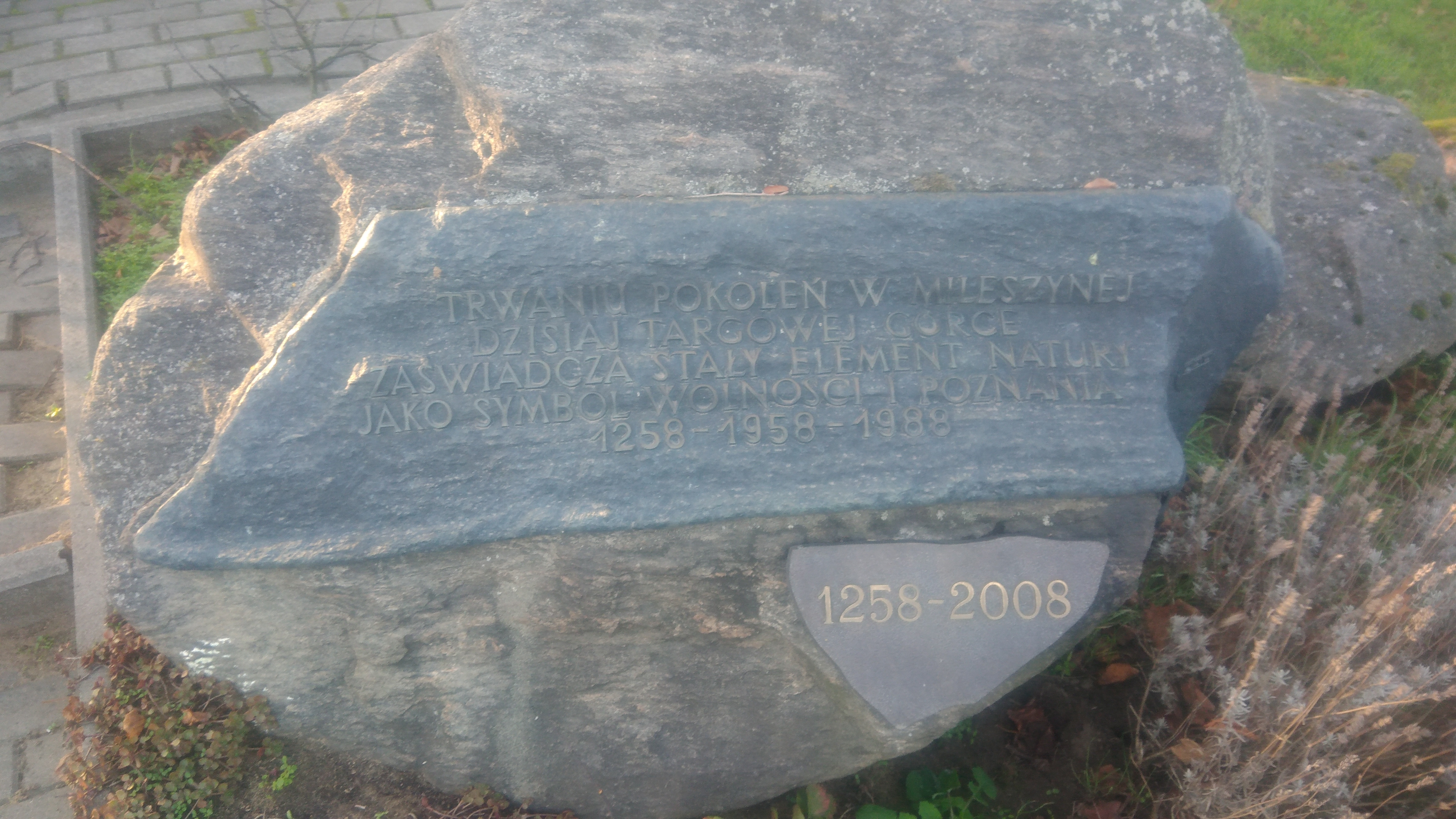
Pomnik 730-lecia Targowej Górski
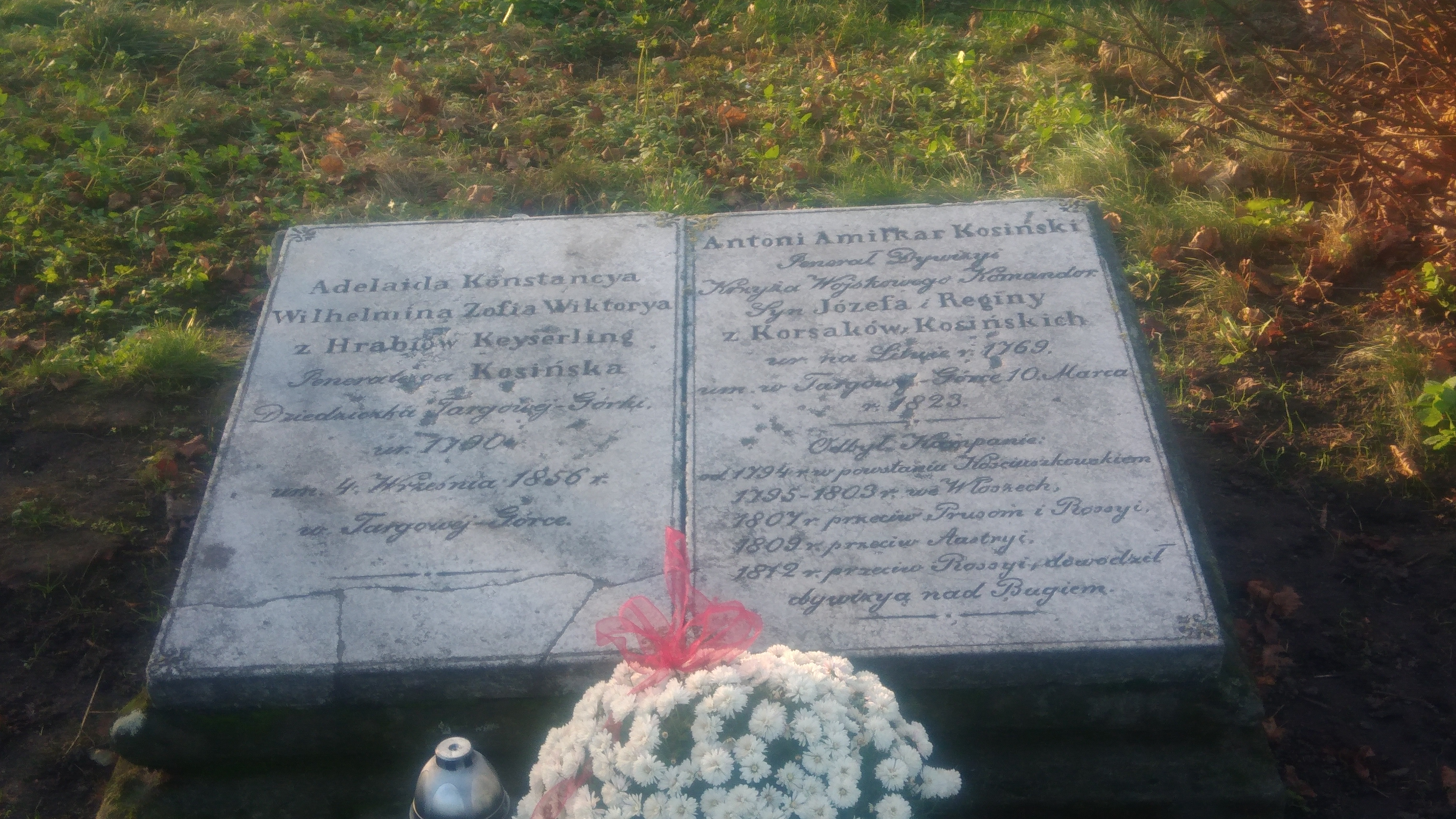
Kamienne płyty nagrobne Kosińskich